# Gëorgia Knap
Pour les articles homonymes, voir Knap.
Gëorgia Knap, né le 25 avril 1866 à Troyes, mort à Sainte-Savine le 26 octobre 1946, est un guérisseur, partisan de la médecine naturelle, et inventeur français. Fils d'un droguiste et facteur troyen, Léonce Knap (époux de Émilie Marguerite Wernle).
Ayant vécu durant la seconde révolution industrielle, Gëorgia Knap a profité de l’essor de l’électricité et du moteur à explosion pour inventer sans cesse et dans toutes les disciplines. Surnommé « l’homme aux 80 métiers », il aurait été le premier à posséder une voiture dans la ville de Troyes.
Malgré ses efforts dans ses projets, on ne retrouve pas toujours trace de Gëorgia Knap dans les dictionnaires ou les encyclopédies. Une rue de la ville de Troyes porte pourtant son nom.

## La méthode de rajeunissement Knap
Aujourd’hui, Gëorgia Knap est surtout connu pour sa méthode de « rajeunissement » (la méthode des 18 points principaux de Knap, plus quinze groupes de points secondaires).
Entre 40 et 50 ans, il se passionna pour toutes les études et les traités concernant le vieillissement, la dégénérescence et la conservation du corps humain. C’est ainsi qu’il en vient à mettre au point une méthode consistant à masser régulièrement certains points du corps tout en maintenant une hygiène alimentaire stricte (crudivorisme partiel). Les « repas types » de l’inventeur sont visiblement copieux mais empreints d’une grande diversité d’aliments.
Il prétend s’être appliqué lui-même cette méthode avec succès à partir du jour de ses 50 ans. Les scientifiques de l’époque doutant de l’efficacité de la méthode, Gëorgia Knap les convia à une conférence le jour de ses 70 ans où il fit la preuve de sa vitalité. Finalement, il aurait refusé de divulguer son secret en réponse au scepticisme affiché, ne les jugeant pas dignes. Cette méthode peut-être mise en parallèle avec d’autres méthodes de relaxation telles que le shiatsu ou de guérison telle que l'aggast.

## Les motocyclettes Georgia Knap
On peut aussi retenir Georgia Knap pour sa marque de motocyclettes et de voitures électriques dont le brevet fut déposé en Belgique. La marque Georgia Knap a participé à l’âge d’or des courses de motocyclettes. Son principal modèle disposait d’un entraînement par pignon avec le moteur directement disposé à côté de la roue arrière. Les premiers modèles ne disposaient même pas du carter de protection qui se généralisa par la suite. Comme de nombreux concepteurs de l’époque, l’inventeur troyen ne croyait pas en l’avenir de l’entraînement par courroie qui s’imposa par la suite.

## Le Cottage social ou la maison économique
Le concept de la maison économique consistait à profiter des nouveaux matériaux de construction peu onéreux comme le béton pour mouler directement la maison. Gëorgia Knap déposa près de 20 modèles différents dont le « Goliath » fut le plus usité. Ce mode de fabrication moins coûteuse que les méthodes traditionnelles s’accompagnait du soutien de la part des associations d’aide à l’accession au logement de l’époque.
Des maisons de Sainte-Savine dans la banlieue de Troyes ont été construites selon cette méthode et existent toujours.

## La maison électrique
La maison électrique fut présentée en 1937 à l’exposition universelle de Paris. Elle préfigure l’apparition de la domotique et ses applications. On peut faire un parallèle intéressant entre cette invention et le concept de la maison intelligente développé par de grandes compagnies à la suite de l’essor de l’informatique dans les appareils électroménagers courants.

## Publications
- Les Secrets de fabrication des moteurs à essence pour motocycles et automobiles, V. Martelet, Troyes, 1899 ; 1900 ; 1903
- Guide de conduite, réglage et entretien des motocyclettes, Impr. de Martelet, Troyes, 1903
- Thésée, opéra en quatre actes et quatre tableaux, Impr. Pax ; Ch. Hayet, Paris, 1926
- Les Causes de la décrépitude et de la mort prématurée de l'espèce humaine, Pax, Paris, 1928.
- Pour vaincre la décrépitude du corps et du visage et reculer les limites de la mort, Impr. Pax ; Éditions du Cottage social, 1933. Réédité sous le titre Quand j'étais vieux : pour vaincre la décrépitude du corps et du visage et reculer l'échéance de la mort : comment devenir un parfait conducteur de son moteur vital, préface de Pierre Marchesseau, Labussière, Tournus, 2003